# Cisterna de Teodósio

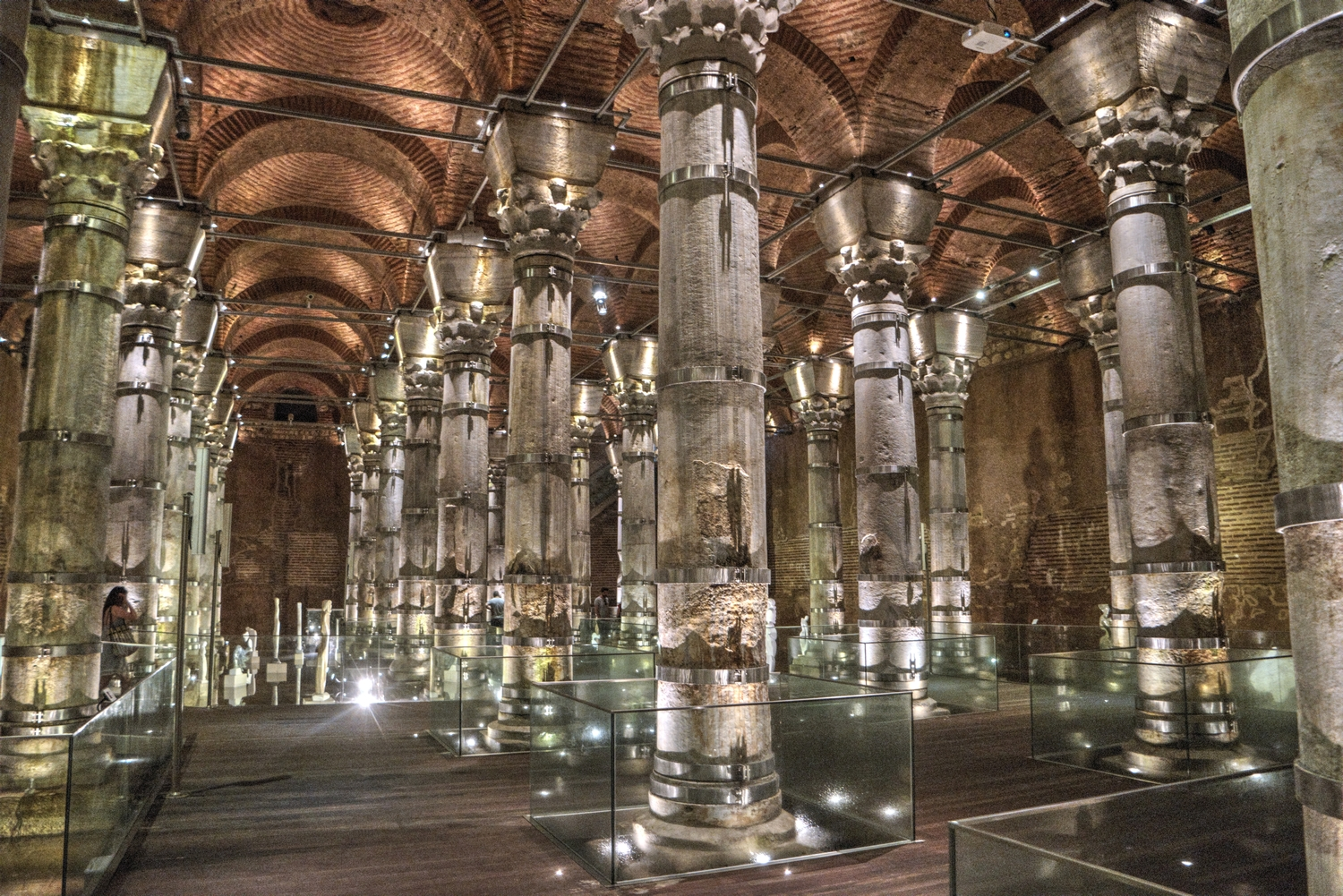
Cisterna de Teodósio.

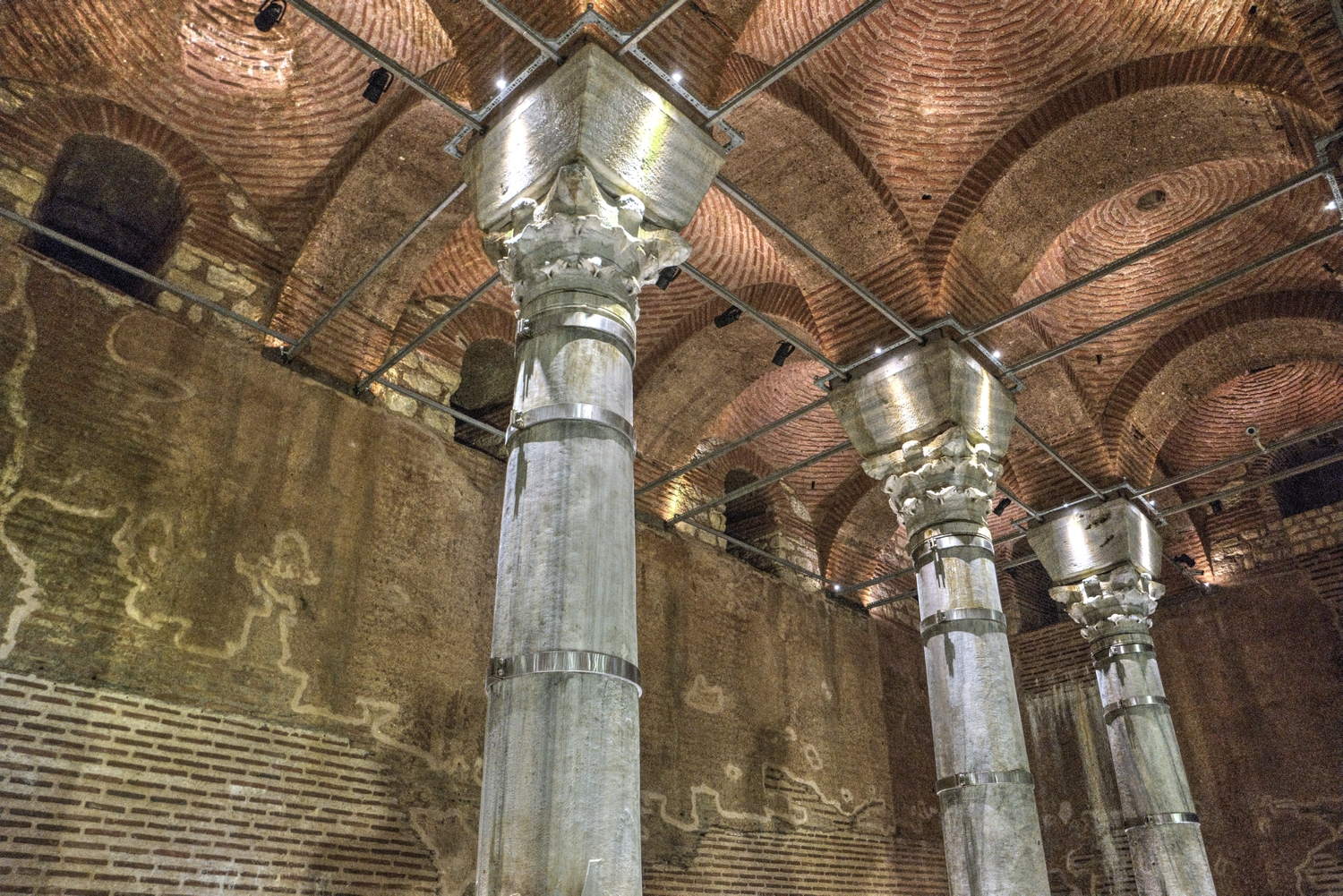

A Cisterna de Teodósio (em grego:  Κινστέρνα Θεοδοσίου, em turco:  Şerefiye Sarnıcı) é uma das muitas antigas cisternas de Constantinopla que se encontram debaixo da cidade de Istambul, na Turquia. A entrada atual faz-se pela Piyer Loti Caddesi, no distrito de Fatih.
A cisterna foi construída pelo imperador romano Teodósio II, entre 428 e 443 para armazenar água fornecida pelo Aqueduto de Valente. A água deste aqueduto era depois redistribuída para o ninfeu, para os Termas de Zeuxipo e para o Grande Palácio de Constantinopla.
A construção tem cerca de 45 por 25 metros e o teto é suportado por 32 colunas de mármore com cerca de 9 metros de altura.
À semelhança da Cisterna da Basílica e da Cisterna Binbirdirek, está aberta ao público.

## Fonte
- Este artigo foi inicialmente traduzido, total ou parcialmente, do artigo da Wikipédia em inglês cujo título é «Theodosius Cistern», especificamente desta versão.